# Mini-AHOB

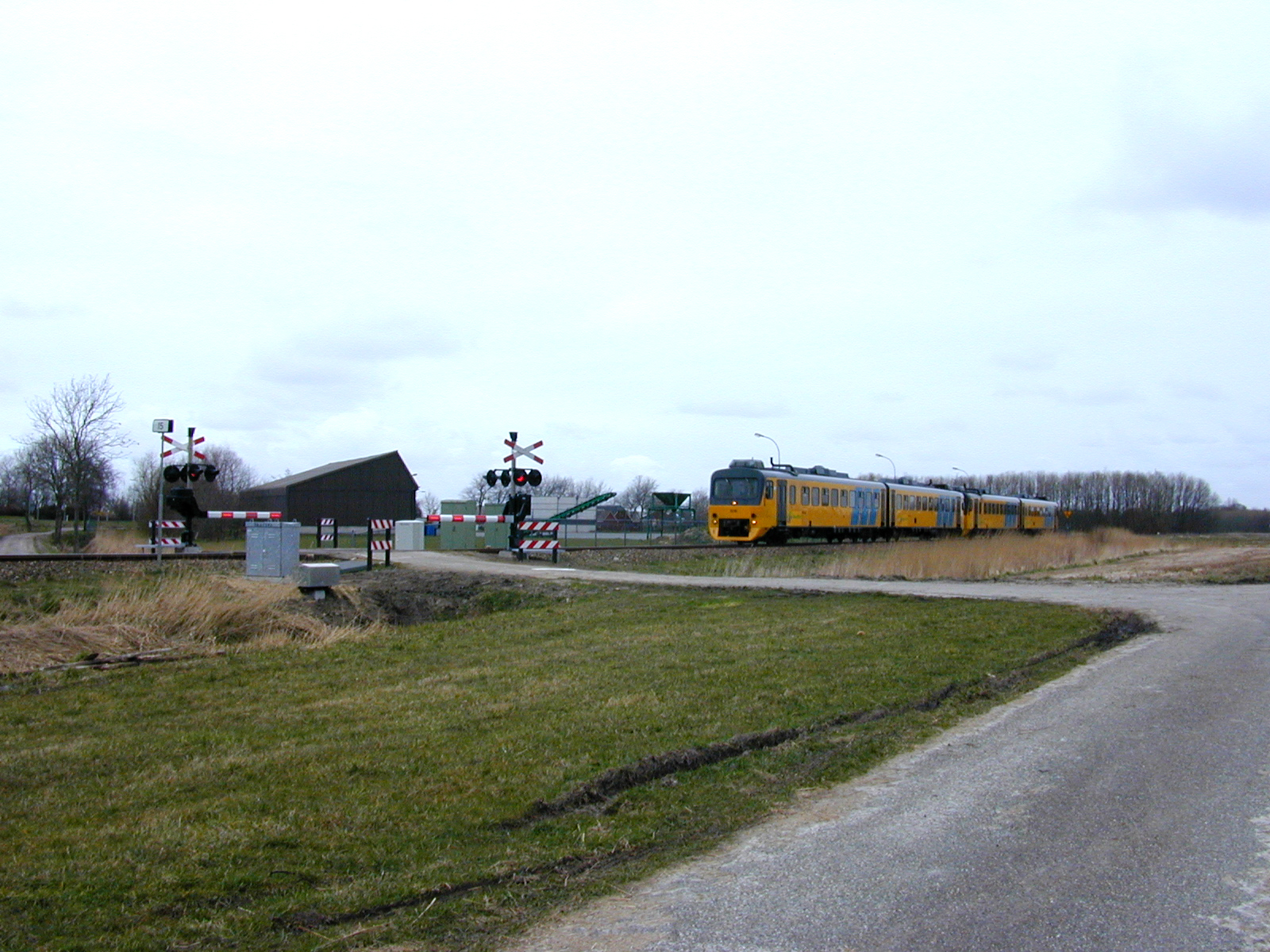
De eerste Mini-AHOB bij Usquert.

Een mini-AHOB is een AHOB-installatie in een smalle, weinig bereden weg. De installatie is meestal ontstaan door ombouw van een AKI-installatie.
Veel AKI-overwegen liggen in landelijk gebied en zijn vaak in verhouding smal. Speciaal voor smalle overwegen, tussen de drie en vijf meter, is in het kader van dit ombouwprogramma de Mini-AHOB ontwikkeld. Deze overwegbeveiliging is uitgerust met een aluminium boom met een lengte van maximaal 3,75 m, reikend tot het midden van de weg. Openstaande bomen staan 15 graden uit het lood (richting weg), omdat ze dan meer opvallen ten opzichte van de omgeving, wat weer bijdraagt aan de veiligheid van de overweg. De Mini-AHOB is vanaf de tweede tranche van het AKI-AHOB-ombouwprogramma toegepast. Op 12 maart 2002 werd in de spoorlijn Sauwerd - Roodeschool bij Usquert in het bijzijn van de pers de eerste Mini-AHOB in gebruik genomen waarna ook de reeds omgebouwde AKI’s in de tweede tranche van aluminium bomen voorzien zijn.

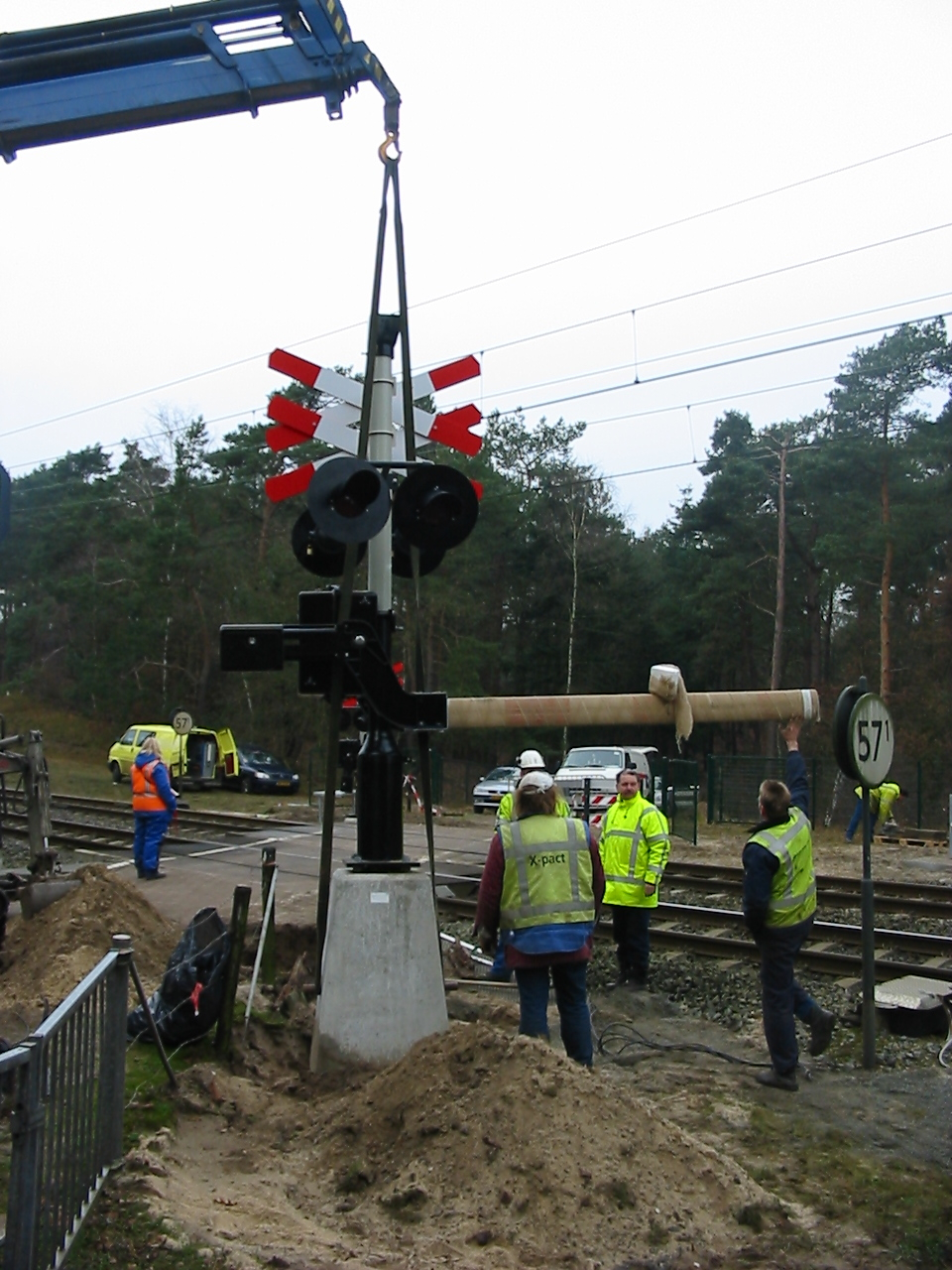
Ombouw overweg Brandsweg in Nunspeet - het inhijsen van de nieuwe Mini-AHOB (2004)
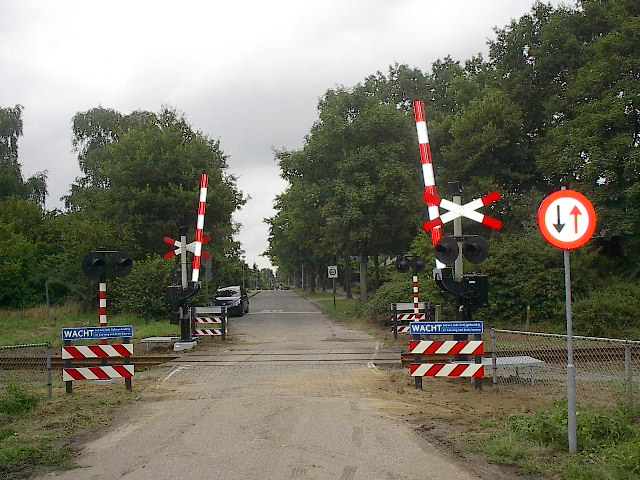
Naar Mini-AHOB omgebouwde AKI op de Burgemeester van Kempenstraat in Grubbenvorst (2005)
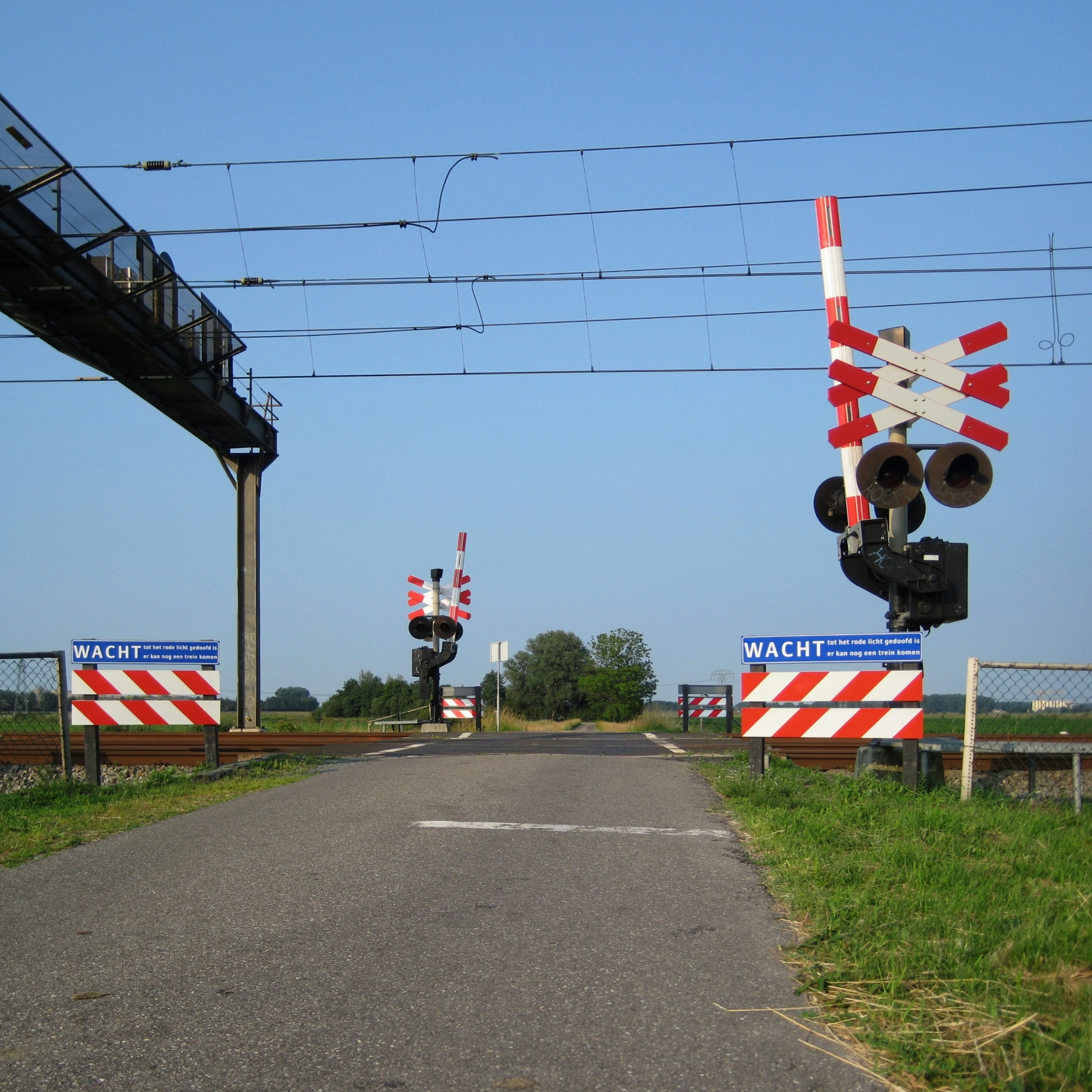
Een mini-AHOB aan de Noorderzanddijk, Haren (2009)